# 亞洲新灣區

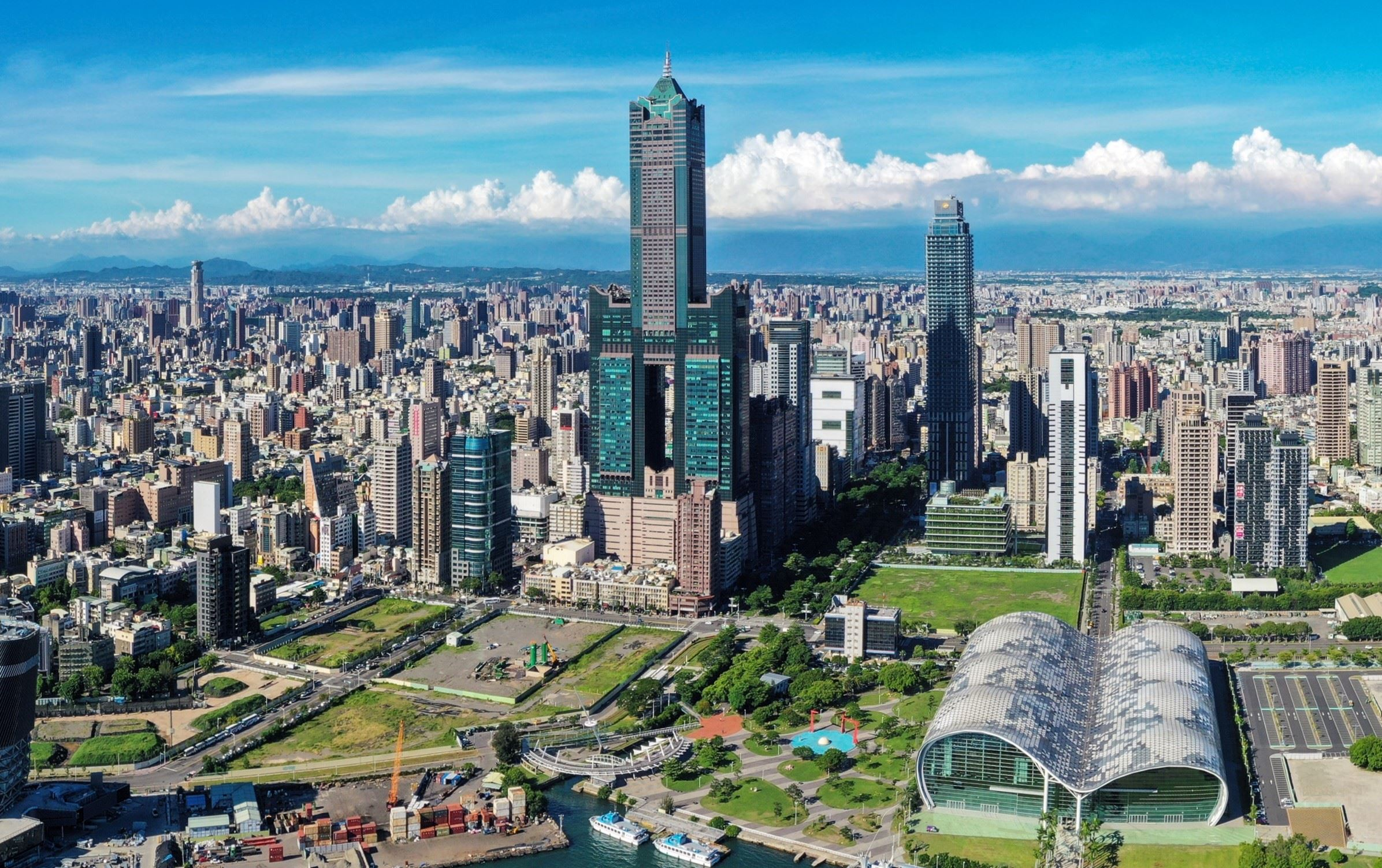
俯視亞洲新灣區。

22°36′36″N 120°17′57″E / 22.61000°N 120.29917°E
亞洲新灣區（中文簡稱：亞灣區）是臺灣高雄市的水岸型態中心商業區。目標是以港市合作方向促進高雄港區、高雄市區土地發展利用，為高雄產業轉型的重大政策之一。

## 沿革

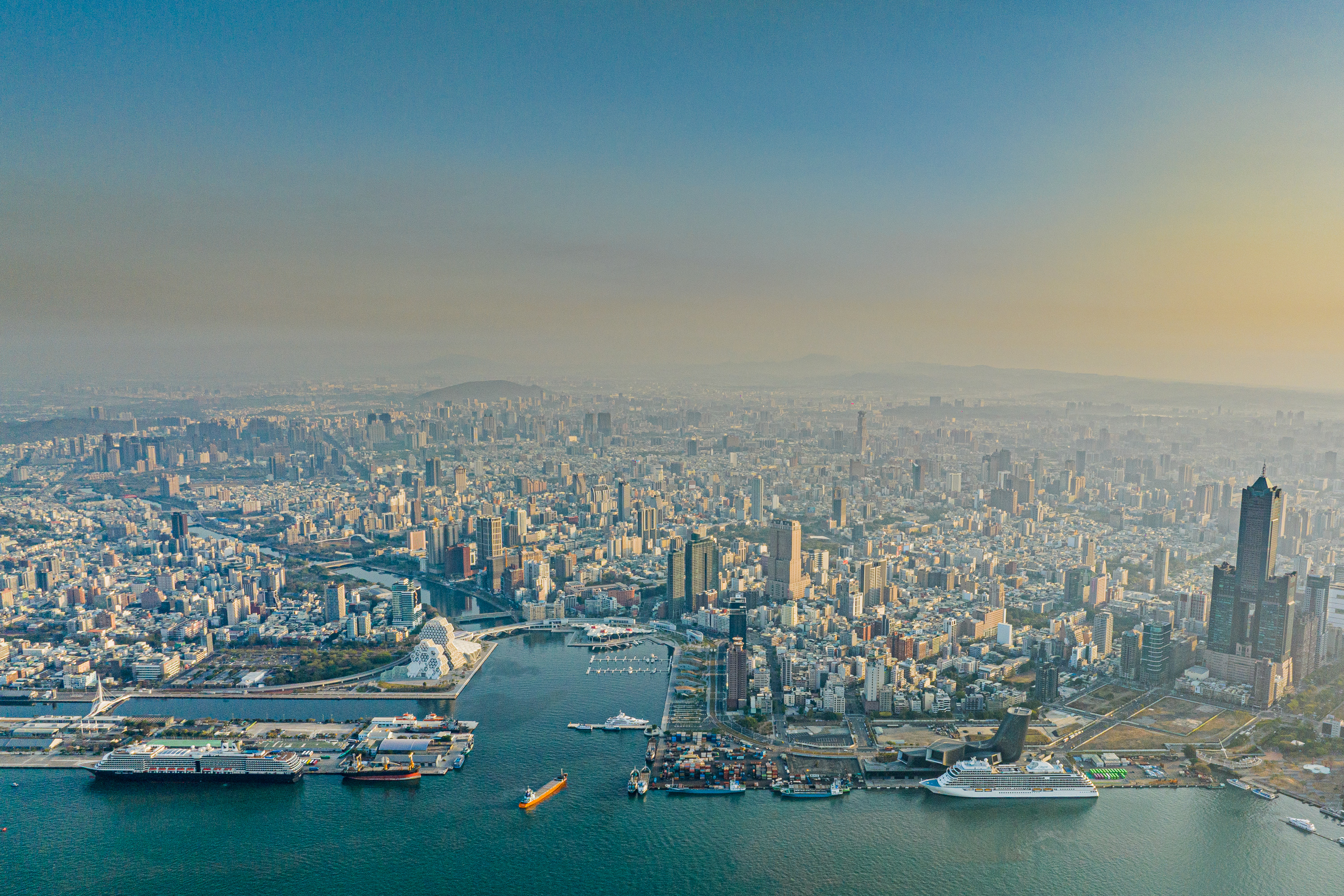
高雄港區與亞洲新灣區

亞洲新灣區為時任市長陳菊，在2011年第一屆市議會第二次定期大會的施政報告中提出此政策，核心理念以四大主要建設來刺激業者開發意願，並帶動區內發展。
在此政策出檯前，已有過去高雄港的高度發展，以及1990年代因應亞太營運中心規劃的高雄多功能經貿園區，所打下的的基礎。

## 範圍
亞洲新灣區的範圍以高雄多功能經貿園區特定區為主，並包含周邊部份的都市計畫區域。大致上至南為凱旋路，北邊則為五福路，東側達一心路，西邊則可到鹽埕區的第三船渠和哈瑪星新濱碼頭周邊。

## 發展現況
總投資金額新臺幣1300億元，資金來自中央政府、高雄市政府與國內外企業投資。建設目標在於擴展高雄國際能見度及打造新的中心商業區，進一步吸引國內外投資者進駐。如美國在臺協會高雄分處進駐中鋼集團總部大樓2、3樓全層辦公。隨著新建設陸續完工，高雄港埠天際線已經逐漸改觀，成為高雄市新地標、精華區域。
目前陳其邁市府與中央政府，在2021年開始在區域內的高雄軟體園區推動「亞灣5GAIoT創新園區」由中央各部會5年內投入百億元，辦理高軟二期園區開發以及場域應用和人才培育等工作。更在2023年5月進一步推動「亞灣2.0智慧科技創新園區推動方案」，由原本5年投入106億元擴增為7年170億元，以四種擴大方向來標定IC設計、石化和港灣業者。將5GAIoT的應用擴展至半導體、石化、港灣和影視產業等高雄特色產業，讓企業在亞灣設立總部並輸出新南向國家。

## 主要建設

### 高雄展覽館

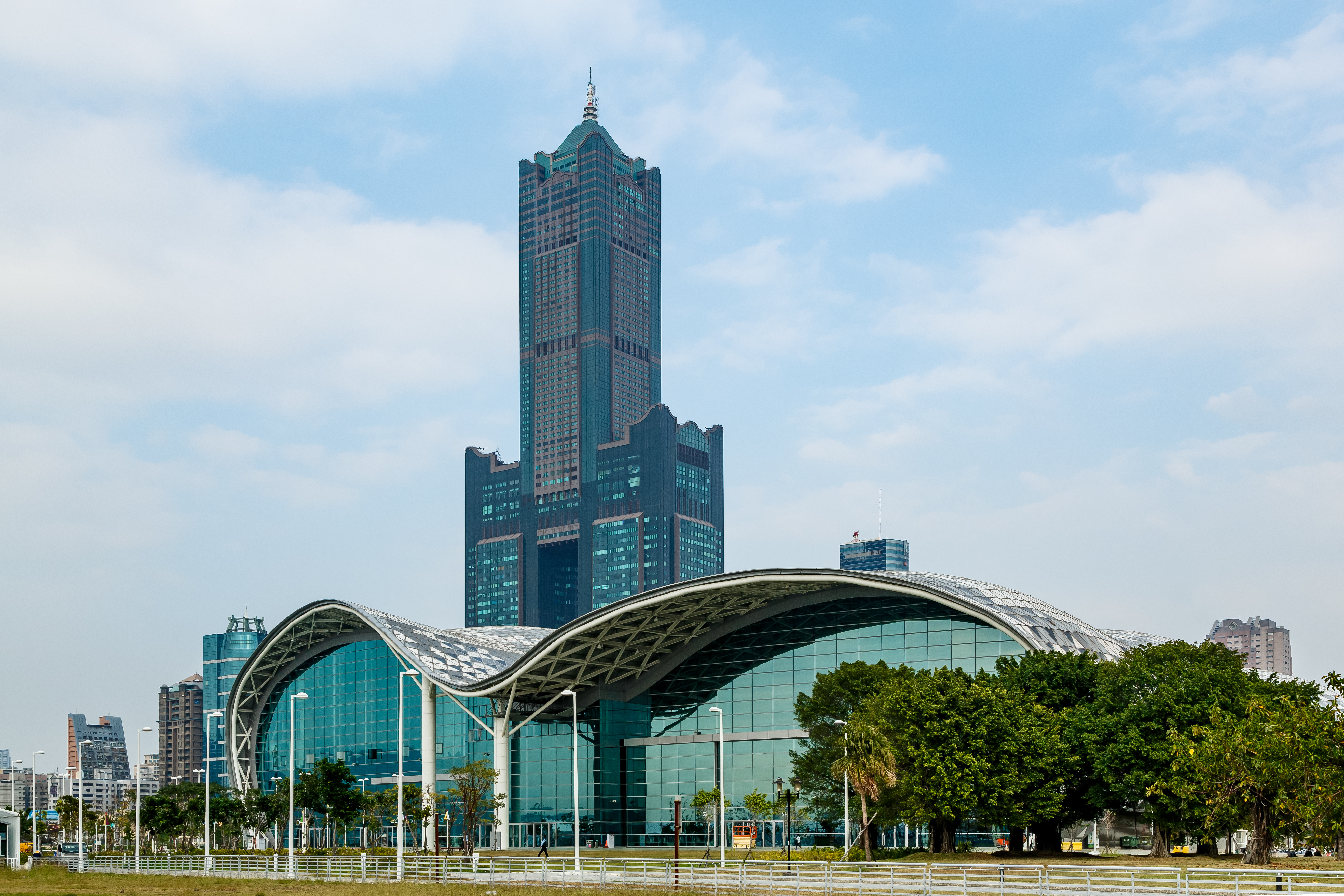
高雄展覽館及位於其後方的85大樓

以服務亞太地區為最終發展目標。可容納1500個標準攤位的展覽館，裡面還包含了2000人的會議室1間、800人會議室2間及20至40人會議室10間，還有展示場碼頭、戶外大型顯示螢幕。展覽館委由安益集團轉投資的高雄展覽館公司經營，開館展為2014年台灣國際扣件展。

### 高雄流行音樂中心

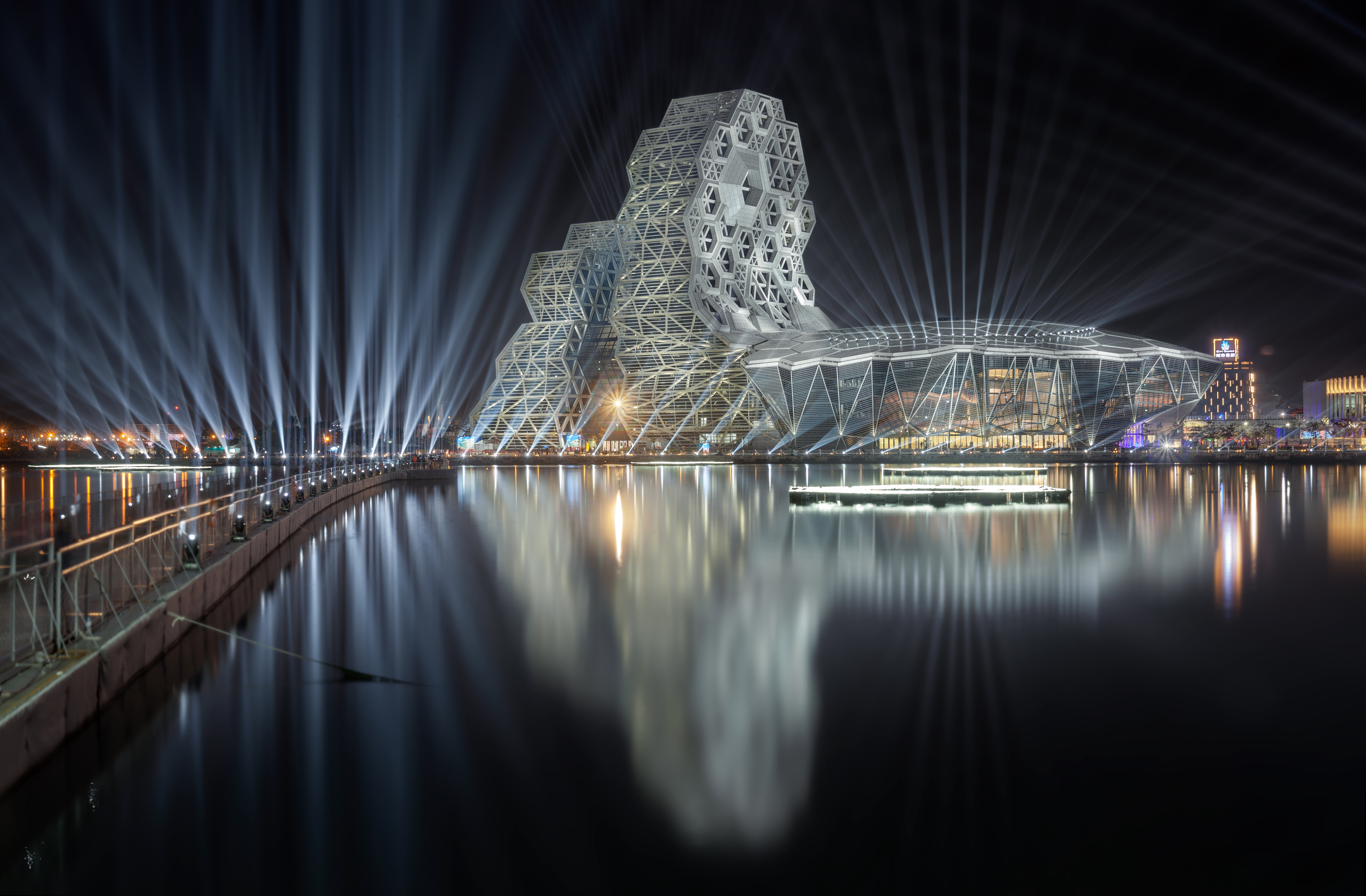
高雄流行音樂中心

基地位於高雄港11至15號碼頭，主體可提供容納1萬2000名觀眾的戶外表演場地、容納6000席室內大型表演場館，及容納150至400席不等的6間小型展演空間、流行音樂展示館、海洋文化展覽中心、渡輪碼頭、水公園、自行車道、文創市集。

### 港埠旅運中心

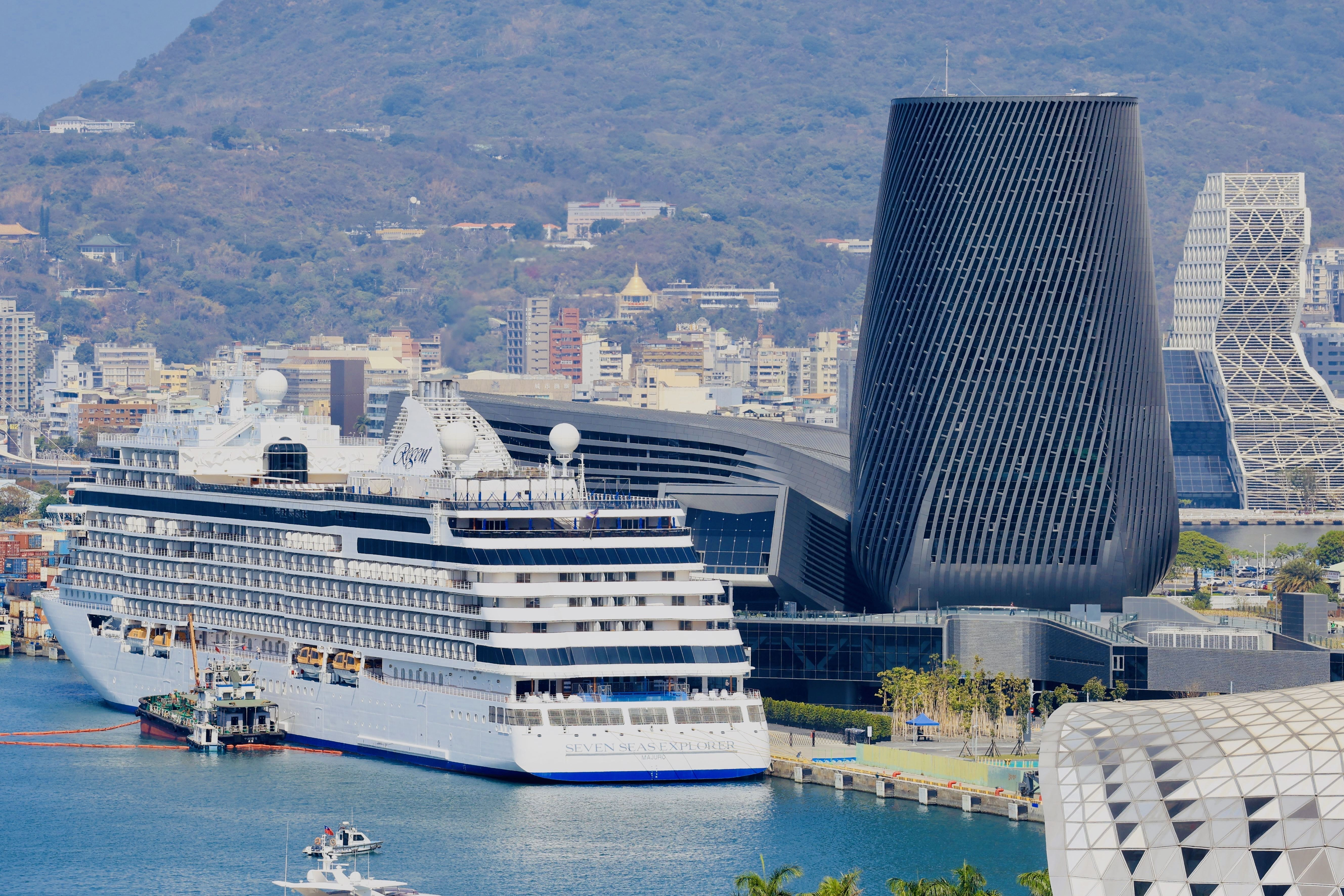
港埠旅運中心

基地位於高雄港18至21號碼頭「高雄港客運專區」計畫的一部分。包含國際會議廳、辦公室、3座登船橋、旅客出入境空間。碼頭長度726公尺、水深10.5公尺，可停泊2艘國際觀光郵輪。聯外可轉乘環狀輕軌旅運中心站。

### 高雄市立圖書館總館

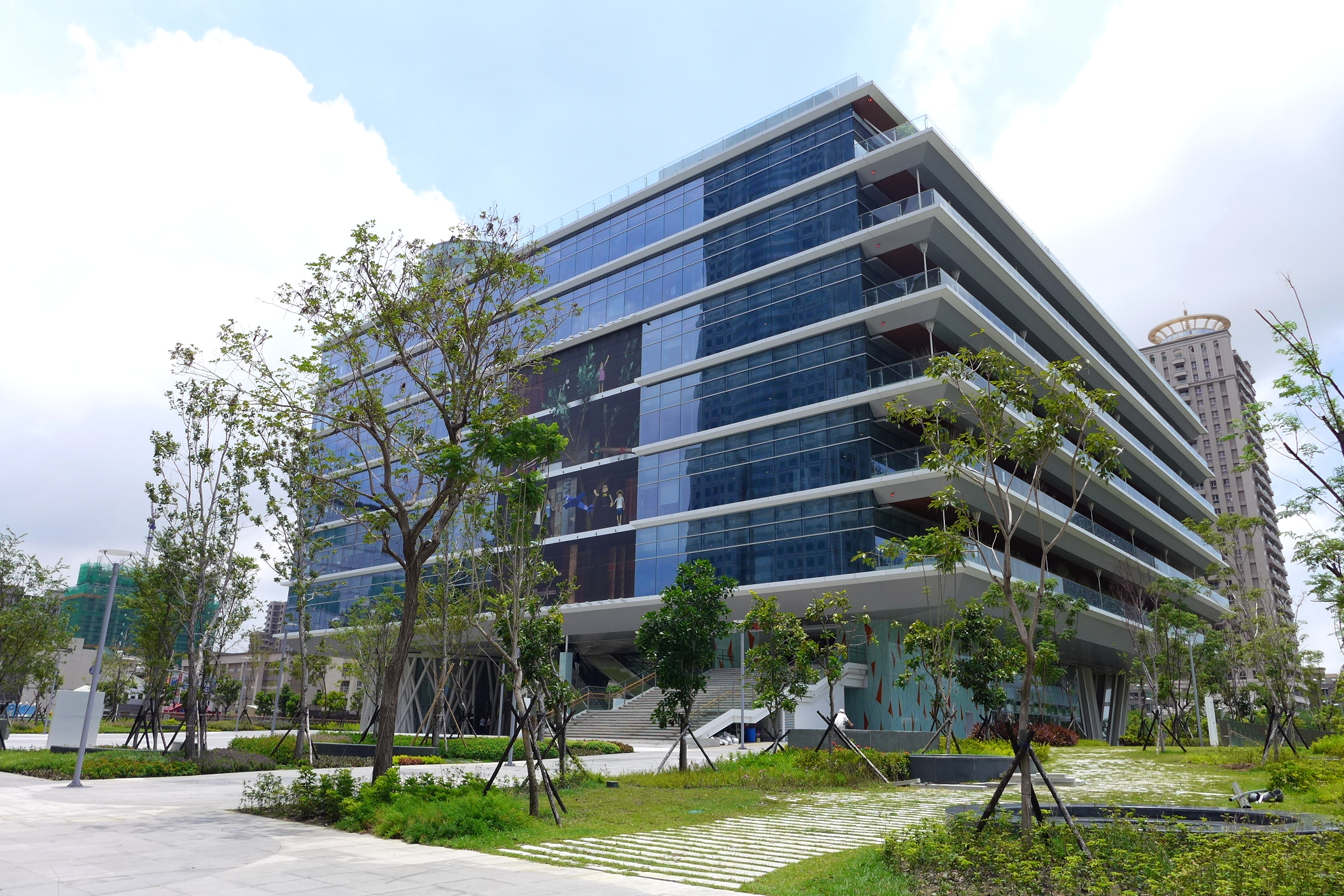
高雄市立圖書館總館

第一期：於2014年完工，開幕時曾是臺灣最大的地區性公共圖書館，大樓樓高8層，另包括地下1層，以懸吊樓板的方法將傳統直徑90公分的結構柱轉換成12公分鋼索，館中央設計巨型天井，於地面層挑高7.5公尺作為大尺度川堂，外觀採用綠建築，館前廣場有40公尺深的活動區，館內將設置國內第一座國際繪本圖書館暨兒童劇場。創下全世界第一座懸吊式綠建築、擁有全球最大懸吊景觀中庭、全球景觀穿透性最高的圖書館、全球首座挑高7.5公尺無柱遮蔽式廣場。
第二期：於2022年12月8日開始營運，位於第一期南邊空地，大樓樓高地上27層，地下4層。地下4樓至地下2樓作為停車場，地下1樓至地上5樓為喜樂時代影城和承風書店。地上9樓至頂樓由承億酒店營業，包含208間客房、由萊特薇庭營運的婚宴會館、4間主題餐廳、高空健身房及SPA、酒藏圖書館、3間戶外式景觀酒吧和全台灣唯一50公尺的高空透明無邊際泳池。

### 高雄捷運環狀輕軌

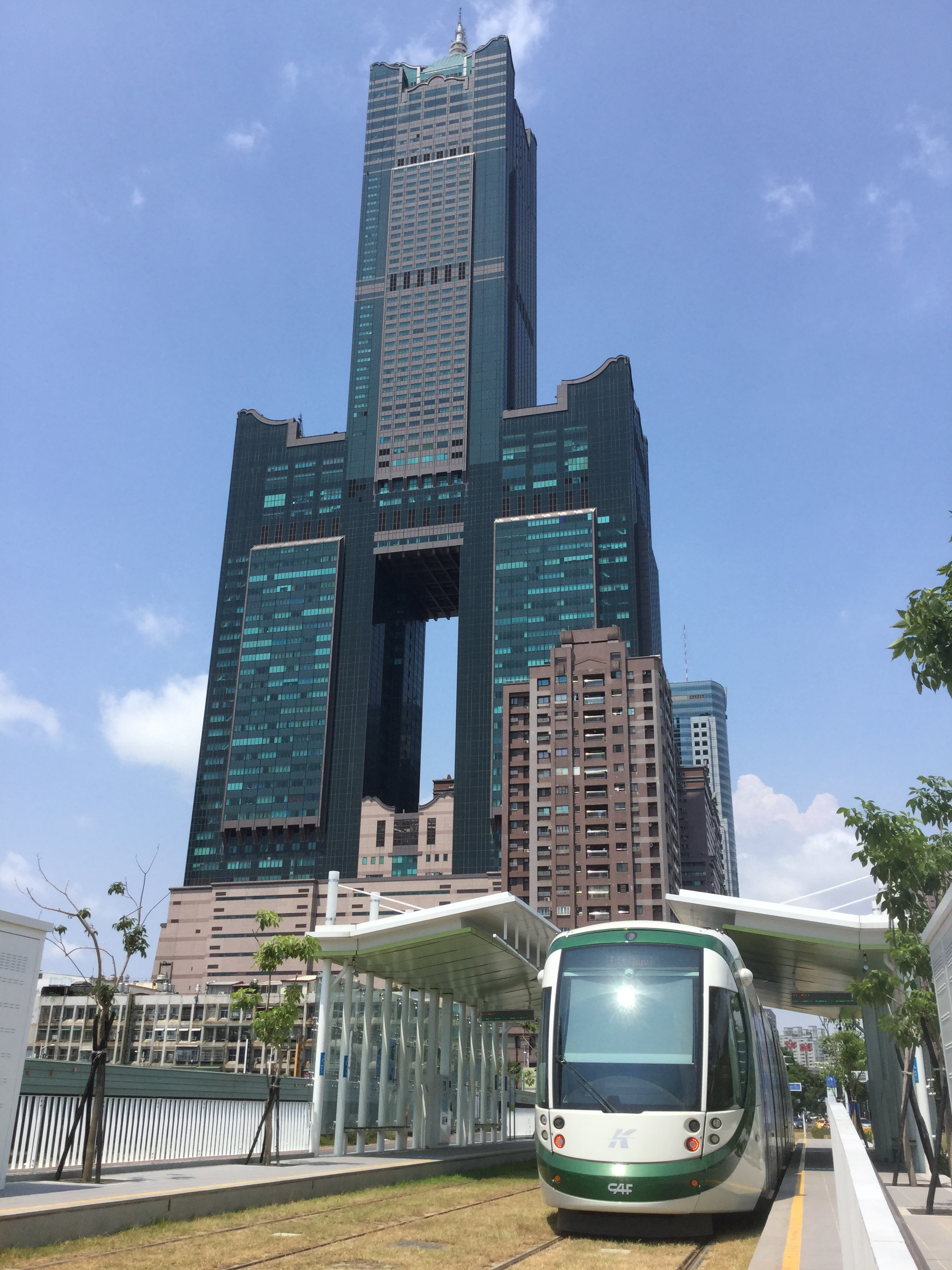
高雄輕軌及位於其後方的85大樓

為臺灣首座通車營運的輕軌系統，目前由高雄捷運公司營運。爲一無架空線的環狀路線，行經此區域的路段已於2017年9月26日通車。

## 其他建設和規劃

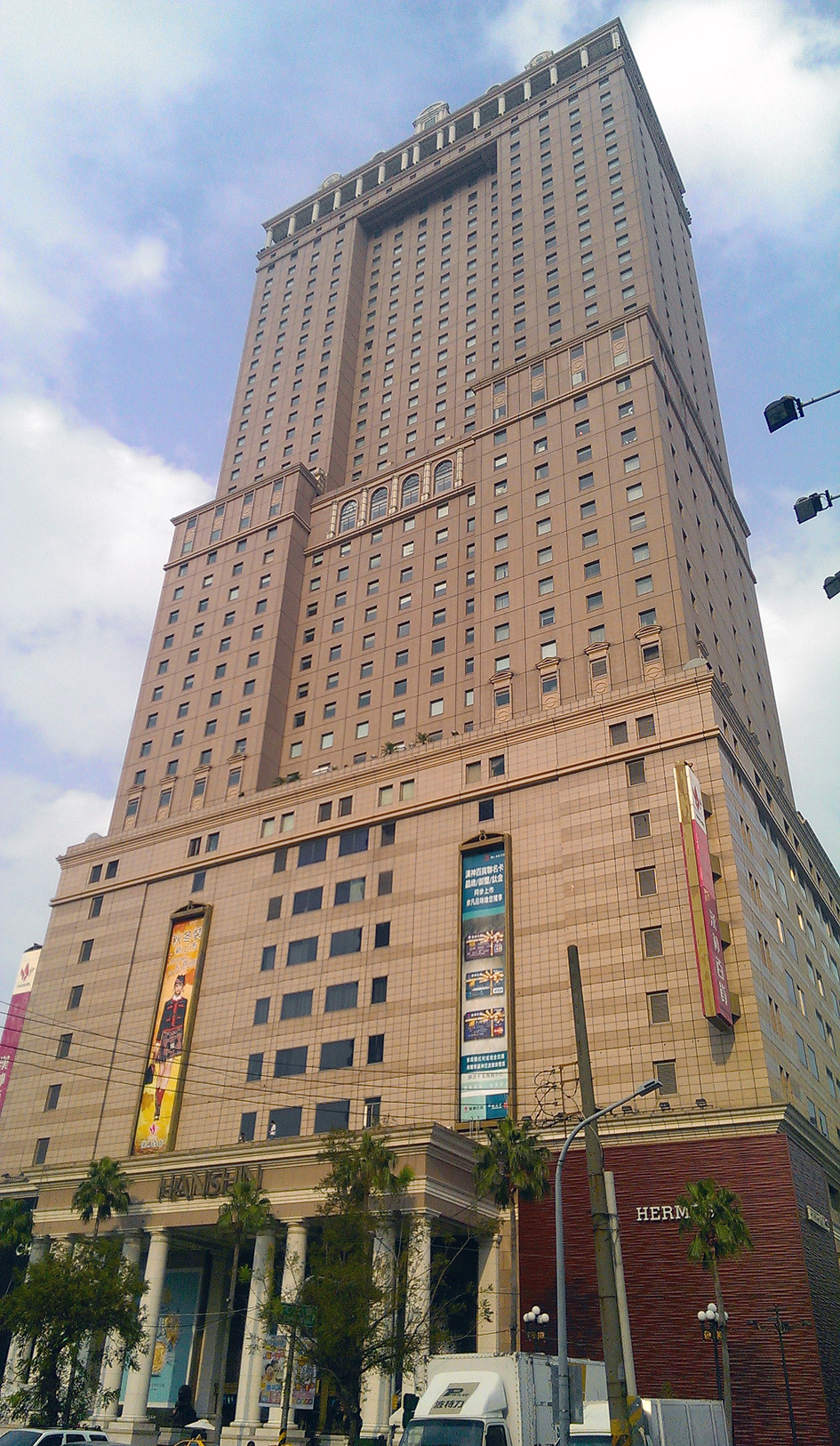
漢來新世界中心

### 政府機關、事業和駐外機構
- 中華民國海洋委員會
  - 海洋研究院
  - 海洋保育署
- 美國在臺協會高雄分處
- 勞動部勞動力發展署高屏澎東分署
- 臺灣港務公司
  - 臺灣港務港勤公司
- 臺灣炭權交易所
- 高雄港務警察總隊
- 高雄市政府消防局
  - 中央災害應變中心南部備援中心

### 教育
- 高雄市立獅甲國小
- 高雄市立獅甲國中
- 高雄市立成功特殊教育學校
- 國立中山大學國際金融研究學院

### 休閒與藝文場地

#### 創意園區
- 駁二藝術特區
  - 哈瑪星臺灣鐵道館
- 高港棧庫群
- 哈瑪星鐵道文化園區
  - 舊打狗驛故事館

#### 公園
- 台塑王氏昆仲公園
- 星光水岸公園
- 中油海洋天堂公園
- 時代公園
- 籬仔內公園

#### 其他
- 光榮碼頭
- 真愛碼頭
- 愛河灣遊艇碼頭
- 大港橋

### 周邊飯店
- 高雄漢來大飯店
- 高雄洲際酒店
- 晶英國際行館
- 承億酒店
- 日航酒店

### 商業設施
- 新濱町海洋廚房（原鼓山魚市場，由國揚集團經營）[11]
- 漢神百貨
- 高雄大遠百
- 宜家家居高雄店
- 家樂福成功店
- MLD台鋁生活商場
- 好市多高雄店
- 統一夢時代購物中心
- 迪卡儂高雄亞灣旗艦店
- 碳佐麻里高雄時代店
- 藏壽司高雄時代大道店
- 東南米樂PLAZA（興建中）

### 產業
- 前鎮科技產業園區
- 高雄軟體科技園區
  - 亞灣新創園
  - 鴻海高雄研發中心
  - 雲高科技計算中心（輝達Taipei-1）
- 成功物流園區

### 政府營造之社區
- 正勤國宅
- 獅甲國宅
- 純邦國宅
- 亞灣公宅一期（興建中）

### 主要住宅與商辦
| 建築名稱                       | 高度（米）     | 樓層 | 建築用途                   | 行政區 | 完工年份 |
| ------------------------------ | -------------- | ---- | -------------------------- | ------ | -------- |
| 高雄85大樓                     | 378 (含電信桿) | 85   | 辦公室/飯店/餐廳/公寓/其他 | 苓雅區 | 1997年   |
| 遠雄THE ONE                    | 267.6          | 68   | 住宅/飯店/其他             | 前鎮區 | 2019年   |
| 漢來新世界中心                 | 186            | 45   | 飯店/百貨商場              | 前金區 | 1995年   |
| 國揚國硯                       | 173.4          | 41   | 住宅                       | 苓雅區 | 2014年   |
| 宏總亞太財經廣場               | 167.9          | 42   | 辦公室                     | 苓雅區 | 1992年   |
| 國城定潮                       | 162.75         | 41   | 住宅                       | 前鎮區 | 2021年   |
| 高雄市立圖書館總館二期共構會館 | 148.2          | 27   | 飯店/書店/其他             | 前鎮區 | 2020年   |
| 昱成摩天高雄                   | 140.8          | 39   | 住宅                       | 前鎮區 | 1999年   |
| 中鋼集團總部大樓               | 135.45         | 29   | 商辦                       | 前鎮區 | 2013年   |
| 寶成企業大廈                   | 134.52         | 37   | 商辦                       | 前鎮區 | 1991年   |
| 國泰中央廣場                   | 127.6          | 31   | 商辦/飯店                  | 前鎮區 | 2000年   |
| 領袖企業總部                   | 99.9           | 27   | 商辦                       | 苓雅區 | 1996年   |
| 領航企業總部                   | 97.1           | 28   | 商辦                       | 苓雅區 | 1996年   |
| 和陸寓邸                       | 108.9          | 29   | 飯店/住宅                  | 前鎮區 | 2023年   |
| 中華民國經貿中心               | 96.8           | 24   | 商辦                       | 前鎮區 | 1993年   |
| 國城賦格                       | 96.7           | 24   | 住宅                       | 前鎮區 | 2014年   |
| 三多大遠百                     | 96.3           | 18   | 百貨                       | 苓雅區 | 2001年   |
| 晶英酒店大樓                   | 99.5           | 26   | 飯店                       | 前鎮區 | 2017年   |
| 星海灣                         | 96.15          | 29   | 住宅                       | 前鎮區 | 2014年   |
| 百立海洋帝寶                   | 96.15          | 26   | 住宅                       | 前鎮區 | 2014年   |
| 巴巴一品花園                   | 97             | 29   | 住宅                       | 前鎮區 | 2013年   |
| 大船入港                       | 97.45          | 27   | 住宅                       | 前鎮區 | 2020年   |
| 本業殷雄/亞灣之丘              | 99.8           | 28   | 住宅                       | 前鎮區 | 2016年   |
| 欣灣時代                       | 99.95          | 29   | 住宅                       | 前鎮區 | 2018年   |
| 貝拉莫里                       | 97.8           | 27   | 住宅                       | 前鎮區 | 2011年   |

## 聯外交通

### 鐵路運輸
- 高雄捷運
  -  紅線：三多商圈站、獅甲站、凱旋站
  -  橘線：哈瑪星站、鹽埕埔站
  -  環狀輕軌：籬仔內站、凱旋瑞田站、前鎮之星站、凱旋中華站、夢時代站、經貿園區站、軟體園區站、高雄展覽館站、旅運中心站、光榮碼頭站、真愛碼頭站、駁二大義站、駁二蓬萊站、哈瑪星站

### 水路運輸
- 鼓山輪渡站
- 前鎮輪渡站
- 新濱碼頭
- 棧貳庫碼頭

### 公路運輸
- 橫跨全區域
  - 中山路
  - 中華路
  - 成功路
- 哈瑪星、鹽埕埔次區域
  - 蓬萊路
  - 臨海路
- 苓雅寮、三多商圈次區域
  - 林森四路
  - 三多四路
  - 新光路
  - 海邊路
- 獅甲、籬仔內次區域
  - 復興三、四路
  - 正勤路
  - 凱旋四路
  - 光華三路
  - 一心一路
  - 時代大道、和平三路
  - 擴建路

## 外部連結
- 亞洲新灣區資訊網
- 高雄市政府全球資訊網 （页面存档备份，存于）
- 2014亞洲新灣區｜YouTube （页面存档备份，存于）
- 打造亞洲新灣區：土地使用和軌道建設的整合型發展計畫